# Jean IV. de Vergy

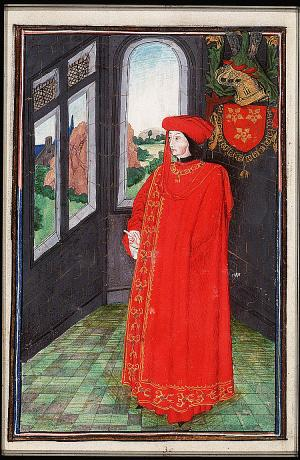
Jean IV. de Vergy in Statuts, Ordonnances et Armorial de l'Ordre de la Toison d'Or

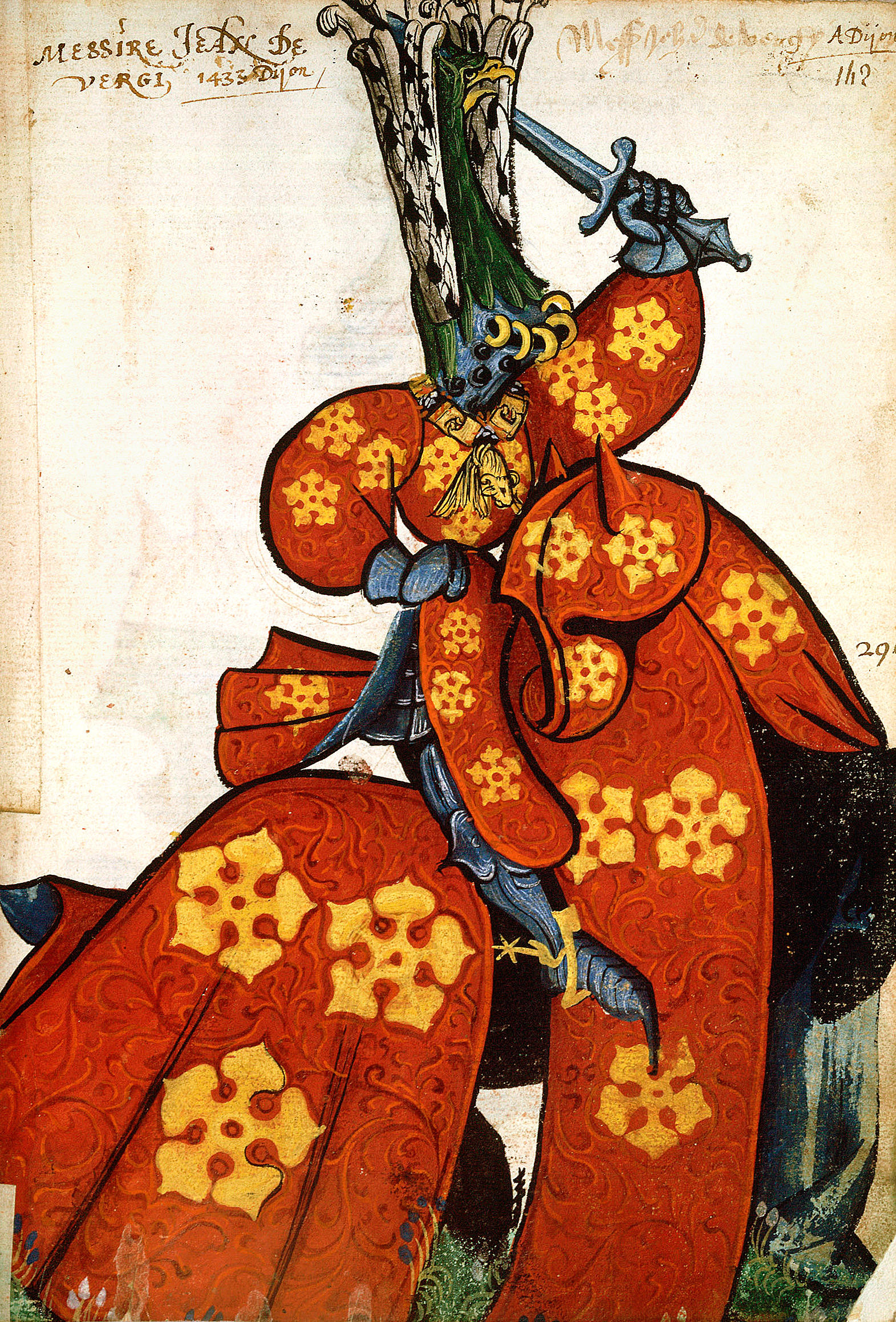
Jean IV. De Vergy in Le grand armorial équestre de la Toison d'or, Manuskript BNF Arsenal 4790

Jean IV. de Vergy († März 1461 n. St.) war Seigneur de Fouvent, Saint-Dizier, Vignory, La Fauche und Port-sur-Saône.
Jean IV. de Vergy war der Sohn von Guillaume III. de Vergy, erblicher Seneschall von Burgund, und Isabella von Rappoltstein sowie der Neffe von Antoine de Vergy, Graf von Dammartin und Marschall von Frankreich.
Das Amt des Seneschalls erbte er bereits in jungen Jahren von seinem 1396 in der Schlacht von Nikopolis gefallenen Vater. Später war er zudem Gouverneur des Herzogtums Burgund sowie Rat und Kämmerer des Königs von Frankreich und des Herzogs von Burgund. 1433 wurde er in den Orden vom Goldenen Vlies aufgenommen.
Jean de Vergy heiratete am 18. Mai 1437 Marie de la Rocheguyon († nach 1480), Tochter von Guy de la Rocheguyon und Perrette de la Rivière. Die Ehe blieb kinderlos. Sein Erbe wurde Charles de Vergy, ein Vetter zweiten Grades, der auch das Amt des Seneschalls von Burgund erhielt.